# Iris Corniani
Iris Corniani (Mantova, 3 dicembre 1958) è un'ex nuotatrice italiana.

## Biografia
Nata nel 1958 a Mantova, nel 1975 ha vinto una medaglia d'argento nei 100 m rana ai Giochi del Mediterraneo di Algeri, chiudendo con il tempo di 1'18"16, dietro alla francese Marianne Zeppa.
A 17 anni ha partecipato ai Giochi olimpici di Montréal 1976, nei 100 m rana, uscendo in batteria, 3ª con il tempo di 1'17"21, e nella staffetta 4x100 m misti con Elisabetta Dessy, Antonella Roncelli e Donatella Talpo-Schiavon, venendo eliminata anche in questo caso in batteria, 5ª in 4'31"20.
In carriera ha preso parte anche ai Mondiali di Cali 1975 e agli Europei di Jönköping 1977.
Ha chiuso la carriera a soli 18 anni, diventando in seguito insegnante di educazione fisica al Liceo "Lorenzo Respighi" di Piacenza.

## Palmarès

### Giochi del Mediterraneo
- 1 medaglia:
  - 1 argento (100 m rana ad Algeri 1975)
  - 1 oro (100 rana a Roma 1976)